# Kolleram
Kolleram è un comune rurale del Niger facente parte del dipartimento di Mirriah nella regione di Zinder.